# Brouwerij De Valk (Moorsel)
Brouwerij De Valk is een voormalige brouwerij in het Oost-Vlaamse Moorsel in België. De brouwerij was gelegen in het dorpscentrum, met gebouwen op het dorpsplein en langs de Kloosterstraat. De brouwerij was actief tussen 1884 en 1937.

## Historiek

### Voorgeschiedenis
De stichter van Brouwerij De Valk is Gustaaf De Meyer, telg uit een boerenfamilie uit de wijk Houten Kruis in Moorsel.
De grootvader en grootmoeder van Gustaaf, Joannes Franciscus De Meyer en Joanna Catharina De Rop, erfden door een speling van het lot heel wat familiefortuin. Hun zoon, Benedikt huwde te Mespelare en werd er burgemeester. Toen ook Benedikt stierf in 1873 volgde zoon Frans Gustaaf hem op als burgemeester van Mespelare. Hij bleef dit tot zijn eigen dood in 1919. Hoewel hij burgemeester was in Mespelare woonde Gustaaf toch in Moorsel, het voorouderlijk dorp. Frans Gustaaf de Meyer was voorzitter van de Koninklijke Harmonie Sinte Cecilia Moorsel van 1893 tot 1919.

### Opbouw
In 1884 richtte Gustaaf De Meyer Brouwerij De Valk op, op het dorpsplein van Moorsel. Het gebouw is een semi-industriële brouwerij, uitgetekend op een plan door een Ninoofse firma. De brouwerijgebouwen bevonden zich aan de kant van de Kloosterstraat, het brouwershuis werd gebouwd aan de zijde van het dorpsplein, met adres Dorp 3.

### Hopast
Familie De Meyer had een verleden in de hopteelt. In 1911 beslissen ze om zelf een hopast in te richten en zo zelf hun hop te drogen en te verwerken. Ze vragen en krijgen een vergunning in 1911. Deze hopast en hop-pers is nog steeds aanwezig op de site.

### Na de Eerste Wereldoorlog
Zoals bij vele brouwerijen het geval was werden de koperen ketels tijdens de Eerste Wereldoorlog opgeëist door de bezetters. Na de oorlog werd de brouwerij gemoderniseerd en werd er gebruik gemaakt van ijzeren ketels. Een vijftal knechten bleven in dienst.
De brouwerij bleef actief tot 1932, onder leiding van Prosper De Meyer, zoon van de stichter. Nadien werd de brouwerij ontmanteld. Het woonhuis bleef bewoond door een telg van de familie, Agnes De Meyer, tot haar overlijden in 2004.

## Galerij

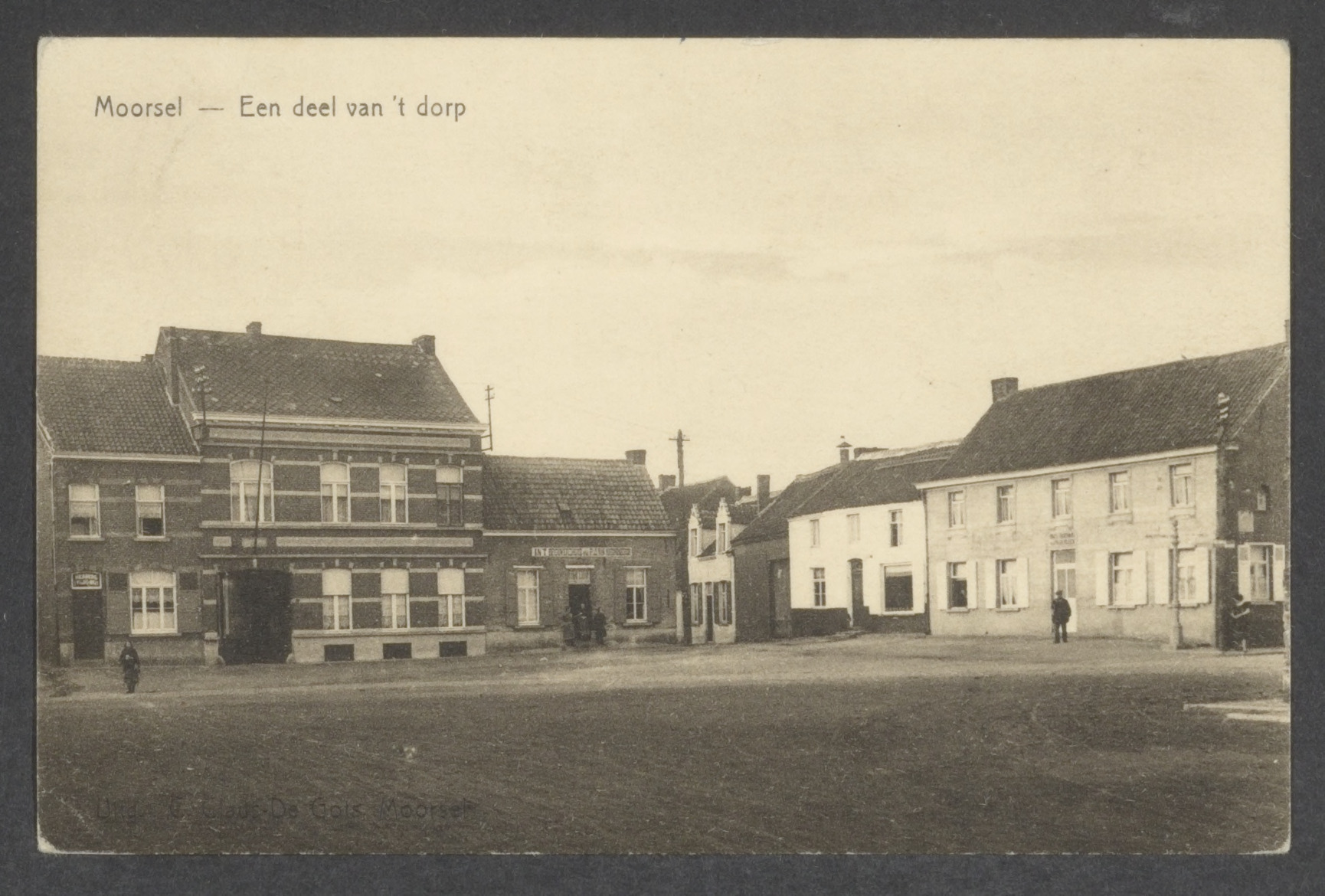
Brouwerij De Valk - De Meyer
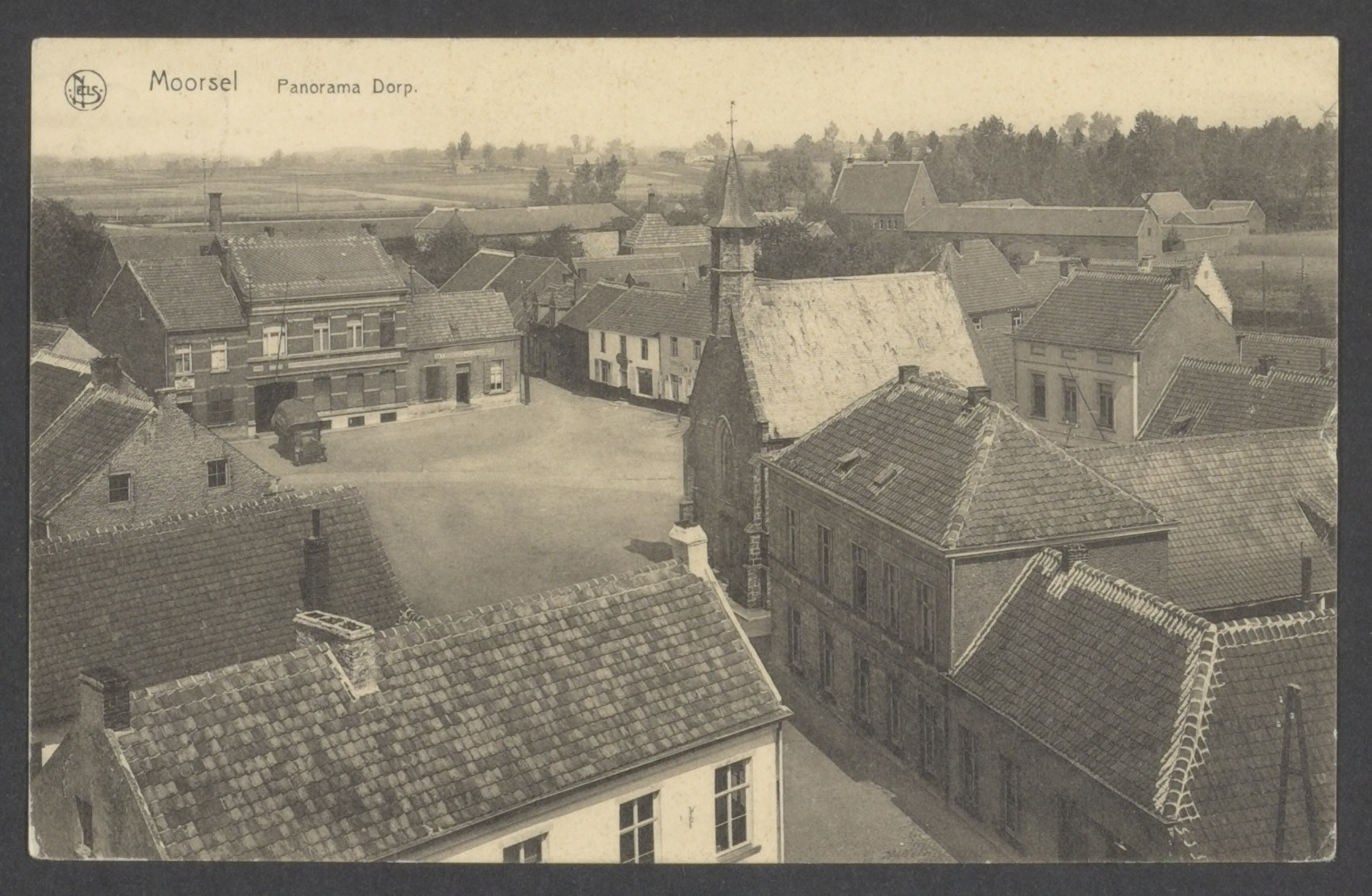
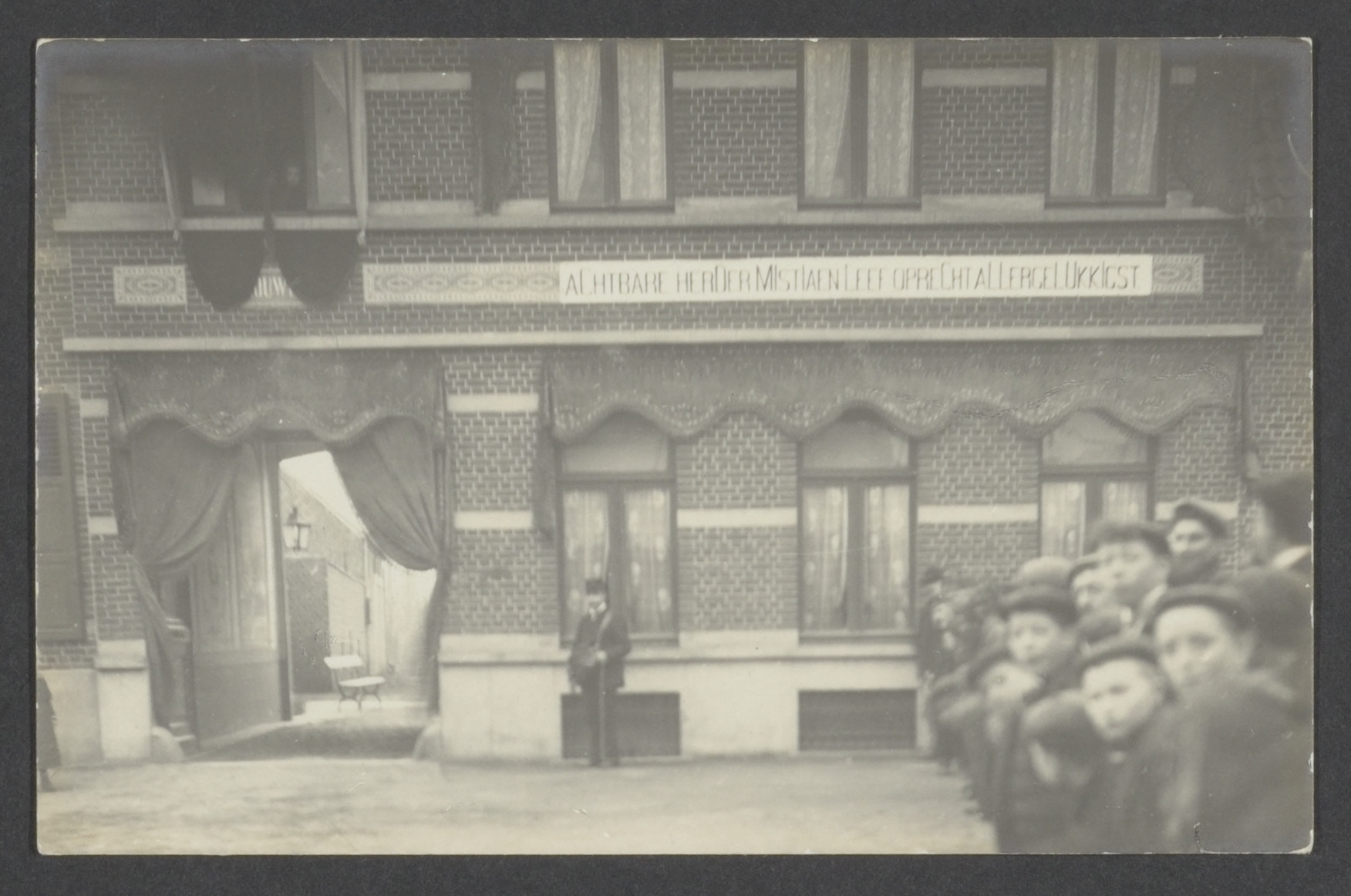
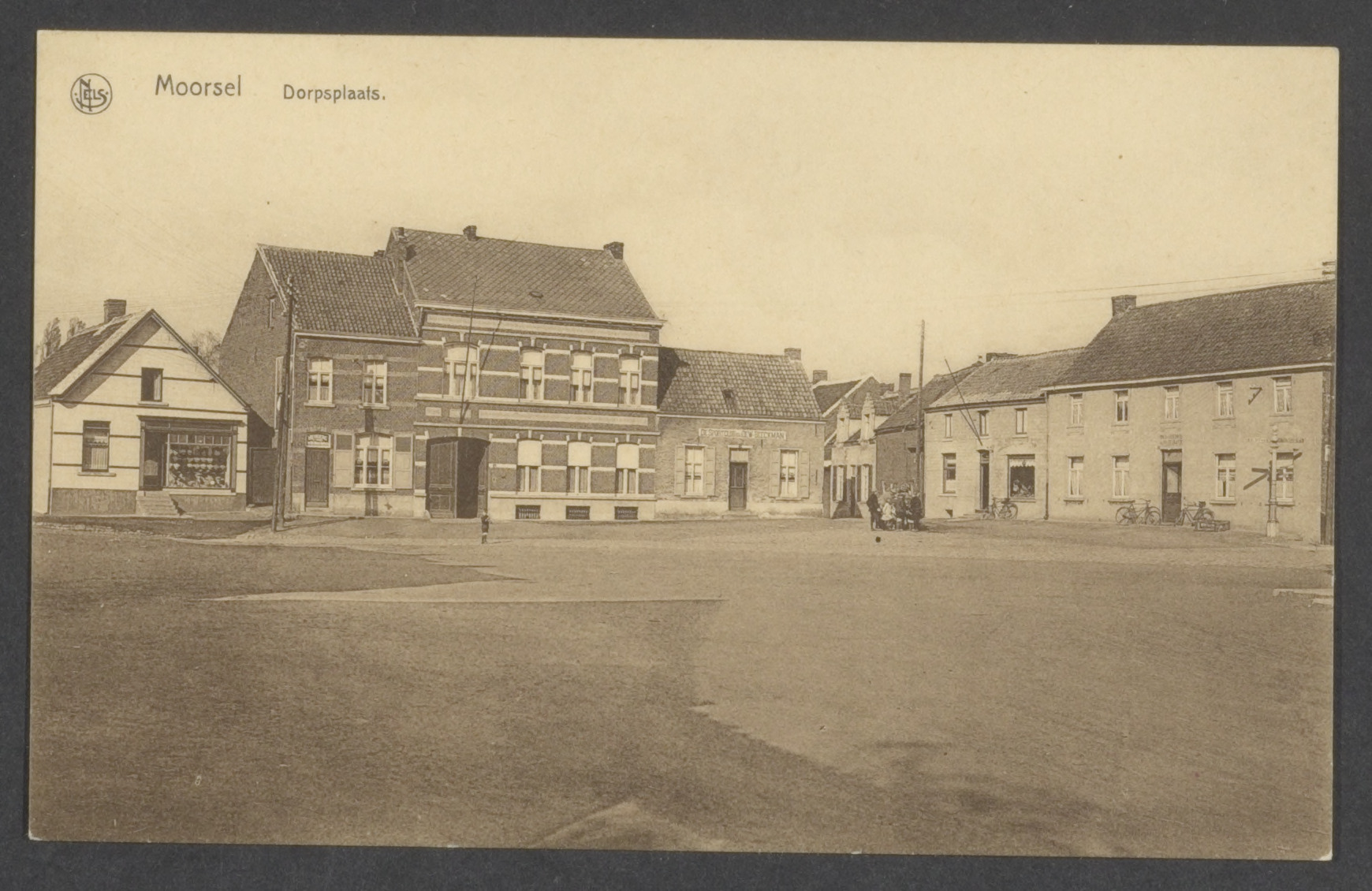
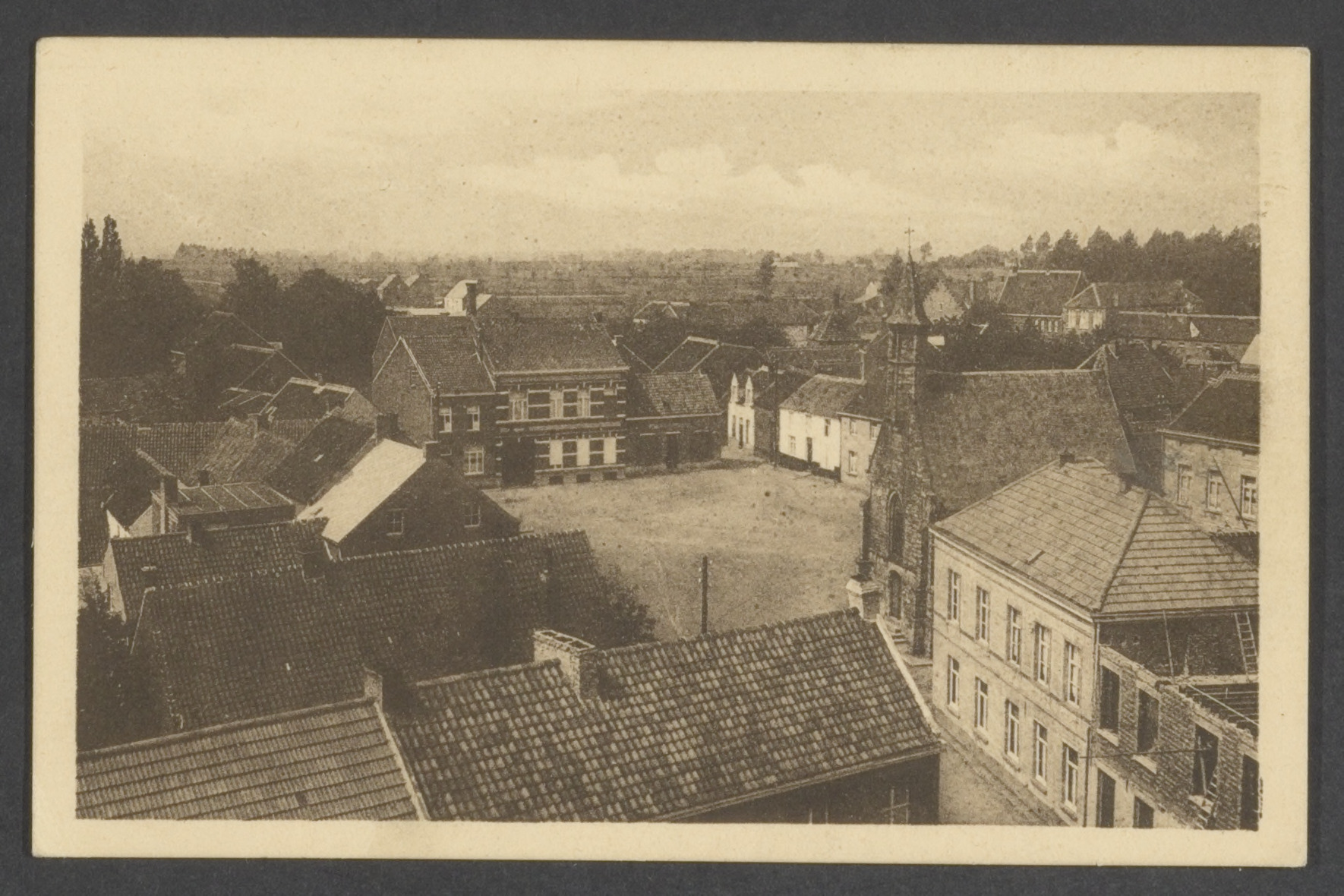
Panorama-zicht op het dorpsplein van Moorsel.
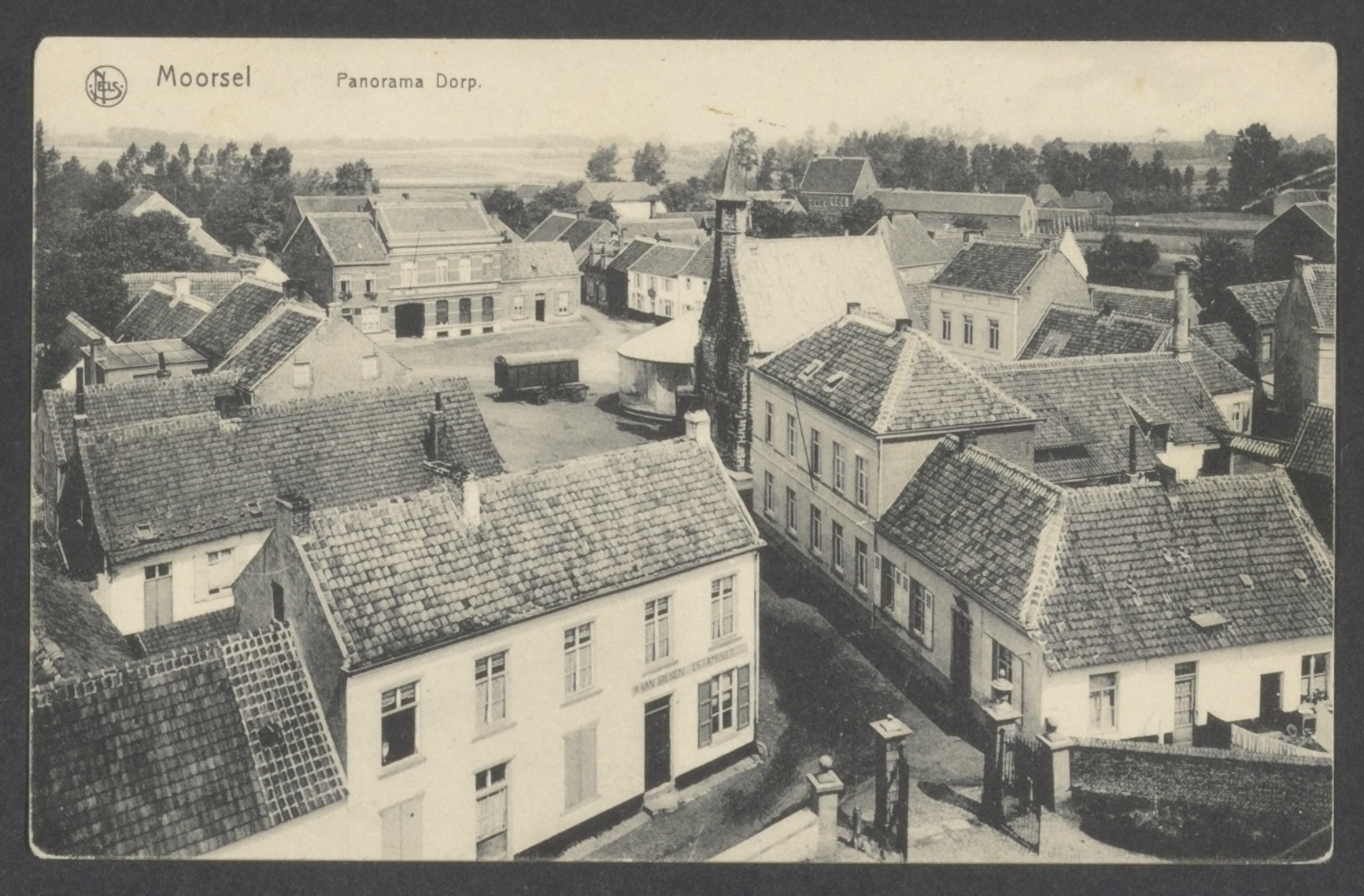
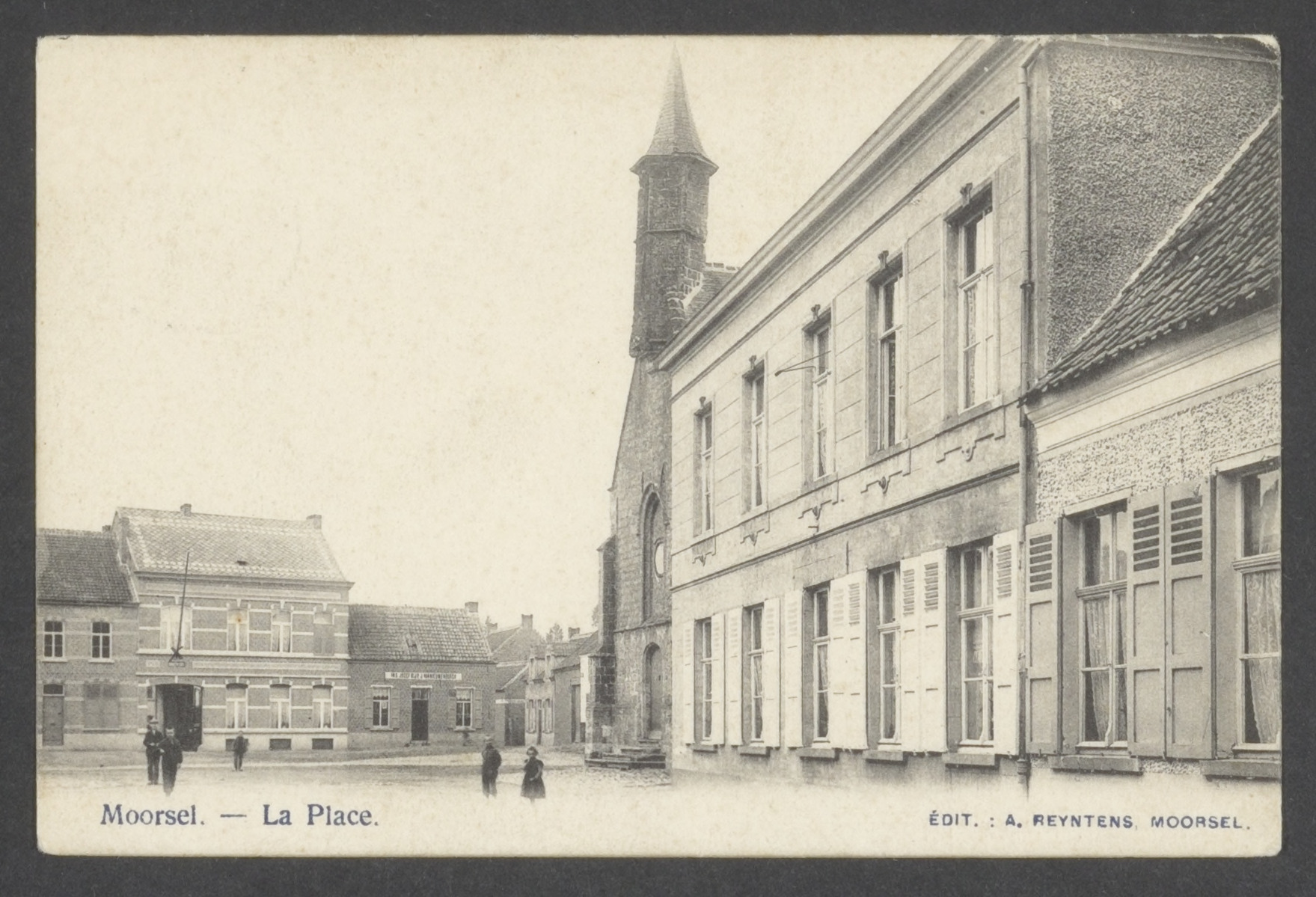

## Trivia
- Tijdens de Tweede Wereldoorlog was de gewezen brouwerij een tijdlang het onderduikadres voor geallieerde piloten van de Live-line-ontsnappingsroute.
- Rond 2007 werd de brouwerij grondig gerestaureerd en verbouwd tot een hotel en restaurant. Anno 2024 huisvesten de gebouwen 'Hostellerie De Biek'. 'Biek' is de topografische benaming van het gebied waarop de brouwerij staat.